# Pimentel, Sydsardinien
Pimentel är en ort och kommun i provinsen Sydsardinien i regionen Sardinien i sydvästra Italien. Kommunen hade 1 182 invånare (2017).